# Eclipse solar de 3 de novembro de 2013

Ilustração mostrando onde o eclipse pôde ser visto

Um eclipse solar total ocorreu em 3 de novembro de 2013. Foi um eclipse híbrido do Sol com uma magnitude de 1,0159. Foi visível com totalidade no norte do Oceano Atlântico ao leste da Flórida e na África, no Gabão, ao sul da Costa do Marfim e em Gana. Também foi visível em parte da Região Norte e em todo o território do Nordeste do Brasil. Foi visível, também em parte, em toda a extensão dos restantes países de língua oficial portuguesa, à exceção de Timor-Leste. O eclipse durou no máximo 1 minuto e 39 segundos. Foi o eclipse número 23 da série Saros 143 e teve magnitude de 1,01587.